# Unidad 13 de Septiembre
Unidad 13 de Septiembre är en ort i Mexiko.   Den ligger i kommunen San Salvador el Verde och delstaten Puebla, i den sydöstra delen av landet, 70 km öster om huvudstaden Mexico City. Unidad 13 de Septiembre ligger 2 337 meter över havet och antalet invånare är 230.
Terrängen runt Unidad 13 de Septiembre är varierad. Runt Unidad 13 de Septiembre är det tätbefolkat, med 511 invånare per kvadratkilometer. Närmaste större samhälle är San Martin Texmelucan de Labastida, 5,6 km öster om Unidad 13 de Septiembre. Omgivningarna runt Unidad 13 de Septiembre är en mosaik av jordbruksmark och naturlig växtlighet.